# El Cortijo (Guerrero)
El Cortijo es una localidad del estado mexicano de Guerrero. Es parte del municipio de Ayutla de los Libres.

## Demografía
| Gráfica de evolución demográfica |
|                                  |

| Censo | Población |
| ----- | --------- |
| 1900  | 254       |
| 1910  | 323       |
| 1921  | 305       |
| 1930  | 367       |
| 1940  | 420       |
| 1950  | 495       |
| 1960  | 622       |
| 1970  | 822       |
| 1980  | 1 058     |
| 1990  | 816       |
| 2000  | 1 947     |
| 2010  | 1 979     |
| 2020  | 2 056     |